# Magyarnádalja
Magyarnádalja é um município da Hungria, situado no condado de Vas. Tem 3,85 km² de área e sua população em 2015 foi estimada em 199 habitantes.